# Spiral Tunnels

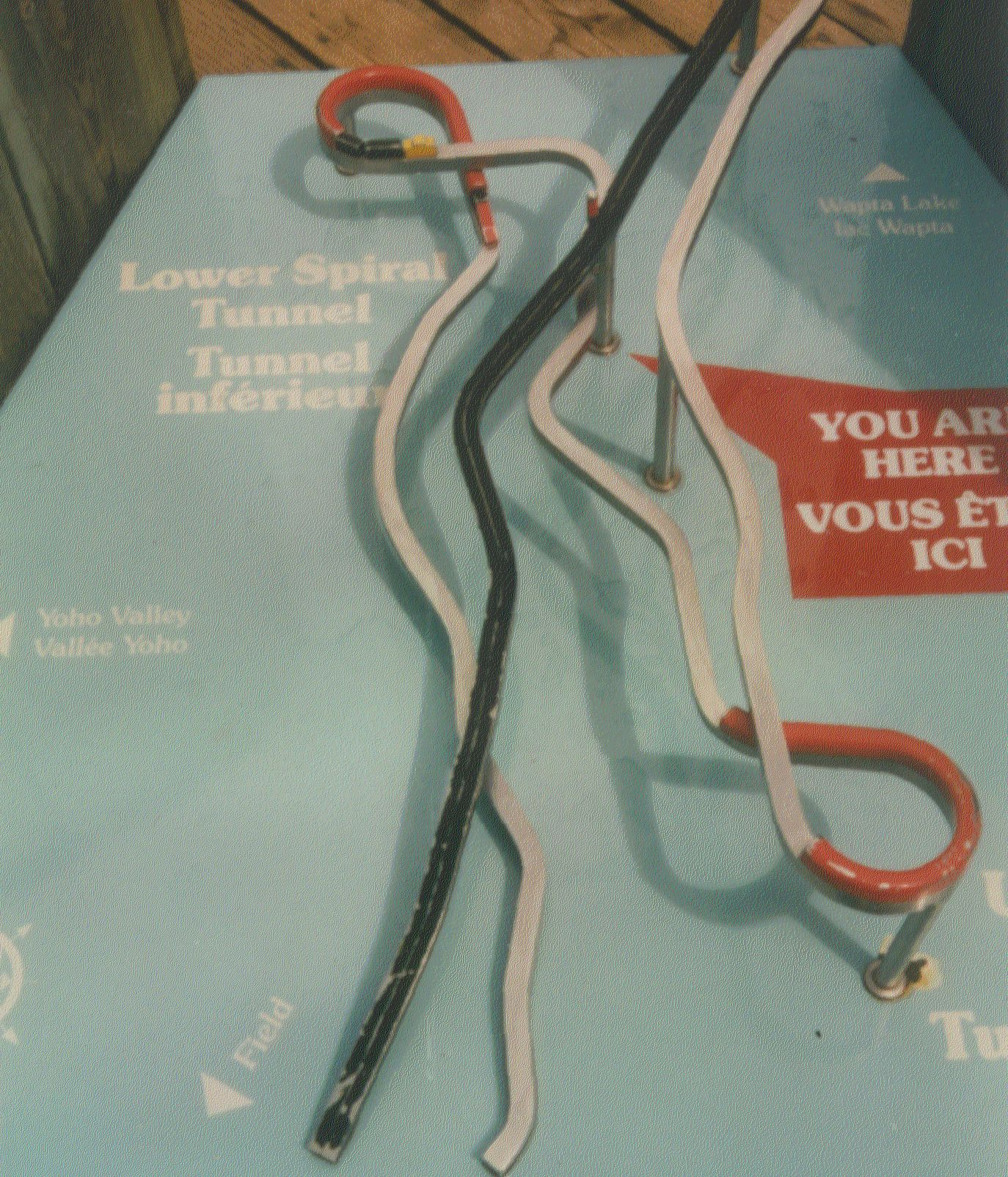
Model

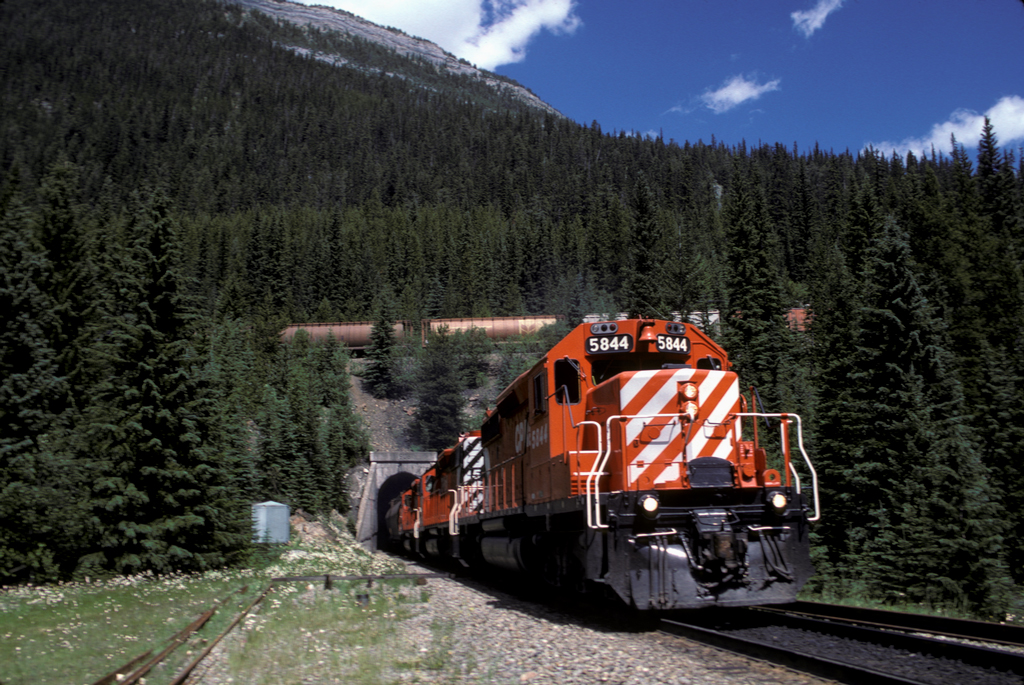
Lokomotiva společnosti CPR 5844 vyjíždí z dolního tunelu, nahoře projíždí vagóny téhož vlaku. Fotografie David R. Spencer (1986)

Spiral Tunnels jsou dva smyčkové tunely na transkontinentální železniční trati společnosti Canadian Pacific Railway (CPR) v kanadské provincii Britská Kolumbie. Nachází se západně od průsmyku Kicking Horse, tvořícího rozvodí v Rocky Mountains. Tunely byly otevřeny v roce 1909.